# Eduardo Iglesias
Eduardo Iglesias (San Sebastián, 5 de mayo de 1952) es un escritor español contemporáneo.

## Estilo
"Animador de mapas". Sus libros han surgido de la fusión entre los territorios vividos y los personajes inventados. Inicia su carrera como novelista en Estados Unidos con Fábulas morales (Moria Press, New York, 1989). Reflejó su Nueva York de los 80 y 90 en las Aventuras de Manga Ranglan (Libertarias Prodhufi, 1992) y la Castilla de las carreteras en Por las rutas los viajeros (Alfaguara, 1996) y Tormenta Seca (Punto de Lectura, 2001).
Su novela Tarifa (El Tercer Nombre, 2004) muestra hasta qué punto los destinos de unos cuantos personajes están unidos a los parajes del Estrecho de Gibraltar, y constituye un retrato veraz de ese umbral entre África y Europa, entre lo perdido y lo urgente, donde necesitan volver de vez en cuando quienes siguen leyendo literatura.
Años más tarde publicará Cuando se vacían las playas (Hermida Editores, 2012), exitosa distopía posmoderna que se desarrolla en una ciudad amurallada; Los elegidos (Libros del lince, 2015), novela con tintes de road movie llena de humor y tragedia que propone una mirada crítica y novedosa de los tiempos de crisis; y El vuelo de los charcos (Trama Editorial, 2018), una profunda reflexión sobre la falta de libertades que a juicio de Eduardo Iglesias vivimos en la sociedad actual, prologada por Ray Loriga.
En su última novela, Manga Ranglan y el viento de la memoria (Huerga y Fierro, 2023), el autor rescata treinta años más tarde a Manga Ranglan, personaje de su primer libro, y describe con humor y pureza su aventura en el escenario distópico del mundo actual. El resultado posee un bellísimo fondo artístico de gran singularidad literaria.

## Obra
- 1989 Fábulas morales (Moria Press, New York)
- 1992 Aventuras de Manga Ranglan (Libertarias Prodhufi, Madrid)
- 1996 Por las rutas los viajeros (Alfaguara)
- 2001 Tormenta Seca (Punto de Lectura)
- 2004 Tarifa (El tercer nombre)
- 2011 Ende der Linie (Al final de la línea)
- 2012 Cuando se vacían las playas (Hermida Editores)
- 2014 Los Elegidos (Libros del Lince).[2]
- 2018 El vuelo de los charcos (Trama Editorial)
- 2023 Manga Ranglan y el viento de la memoria (Huerga y Fierro)